# Пор-Сент-Фуа-э-Поншап
Пор-Сент-Фуа́-э-Понша́п (фр. Port-Sainte-Foy-et-Ponchapt) — коммуна во Франции, находится в регионе Аквитания. Департамент — Дордонь. Административный центр кантона Пеи-де-Монтень и Гюрсон. Округ коммуны — Бержерак.
Код INSEE коммуны — 24335.

## География

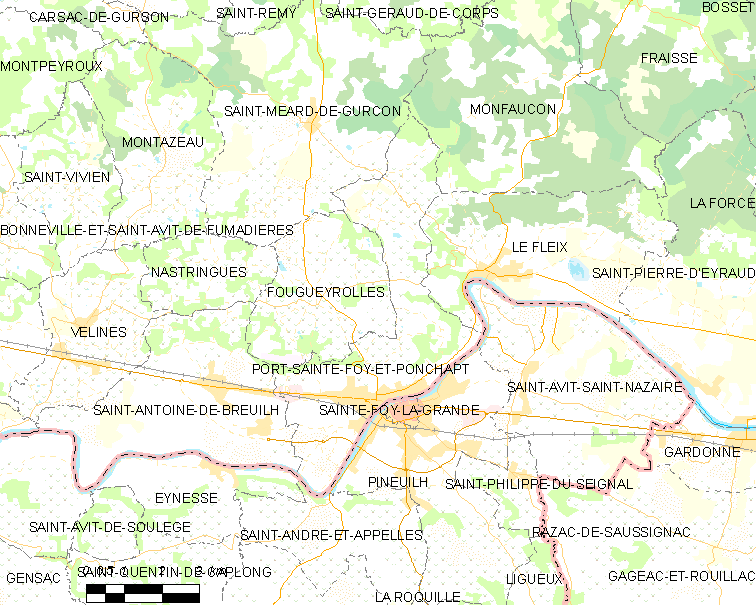
Карта коммуны

Коммуна расположена приблизительно в 480 км к югу от Парижа, в 65 км восточнее Бордо, в 55 км к юго-западу от Перигё.
По территории коммуны протекает река Дордонь.

### Климат
Климат умеренный океанический со средним уровнем осадков, которые выпадают преимущественно зимой. Лето здесь долгое и тёплое, однако также довольно влажное, здесь не бывает регулярных периодов летней засухи. Средняя температура января — 5 °C, июля — 18 °C. Изредка вследствие стечения неблагоприятных погодных условий может наблюдаться непродолжительная засуха или случаются поздние заморозки. Климат меняется очень часто, как в течение сезона, так и год от года.

## Население
Население коммуны на 2010 год составляло 2497 человек.
| 1962 | 1968 | 1975 | 1982 | 1990 | 1999 | 2010 |
| ---- | ---- | ---- | ---- | ---- | ---- | ---- |
| 1594 | 1798 | 1872 | 2093 | 2222 | 2345 | 2497 |

## Администрация
| Период | Период | Фамилия      | Партия                  | Примечания                               |
| ------ | ------ | ------------ | ----------------------- | ---------------------------------------- |
| 1971   | 1995   | Эли Фийи     | Социалистическая партия | генеральный советник кантона (1982—1988) |
| 1995   | 2001   | Жоэль Кретон | Социалистическая партия |                                          |
| 2001   | 2008   | Макс Женест  |                         |                                          |
| 2008   | 2020   | Жак Ре       | беспартийный            |                                          |

## Экономика
В 2010 году среди 1421 человека трудоспособного возраста (15-64 лет) 907 были экономически активными, 514 — неактивными (показатель активности — 63,8 %, в 1999 году было 63,4 %). Из 907 активных жителей работали 784 человека (389 мужчин и 395 женщин), безработных было 123 (64 мужчины и 59 женщин). Среди 514 неактивных 100 человек были учениками или студентами, 245 — пенсионерами, 169 были неактивными по другим причинам.

## Достопримечательности
- Замок Фога (XVIII век). Исторический памятник с 1989 года[5]
- Пять галло-романских мозаик. Исторический памятник с 1926 года[6]
- Музей речного транспорта

## Города-побратимы
- Плобсайм (Франция)

## Фотогалерея

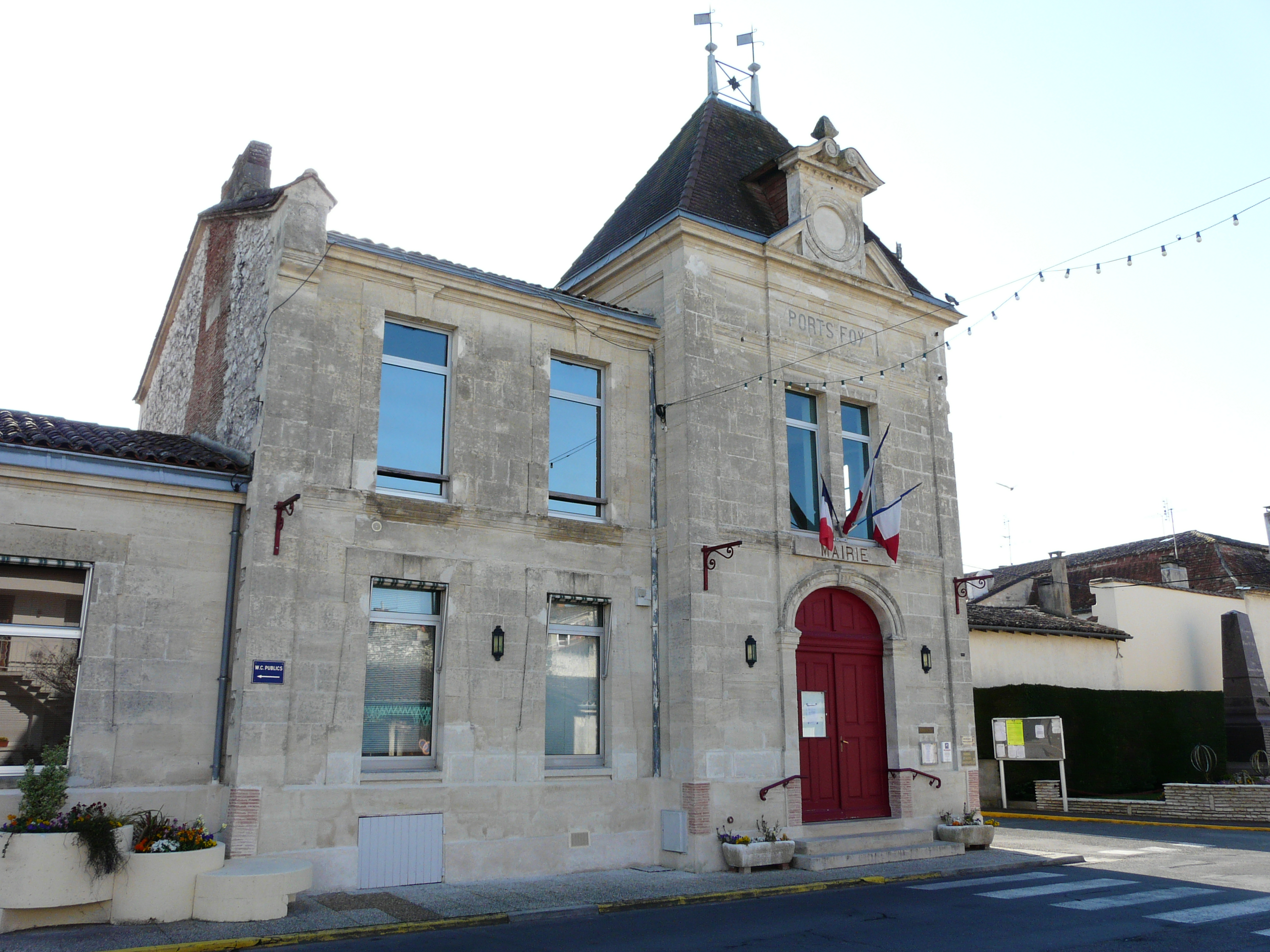
Мэрия
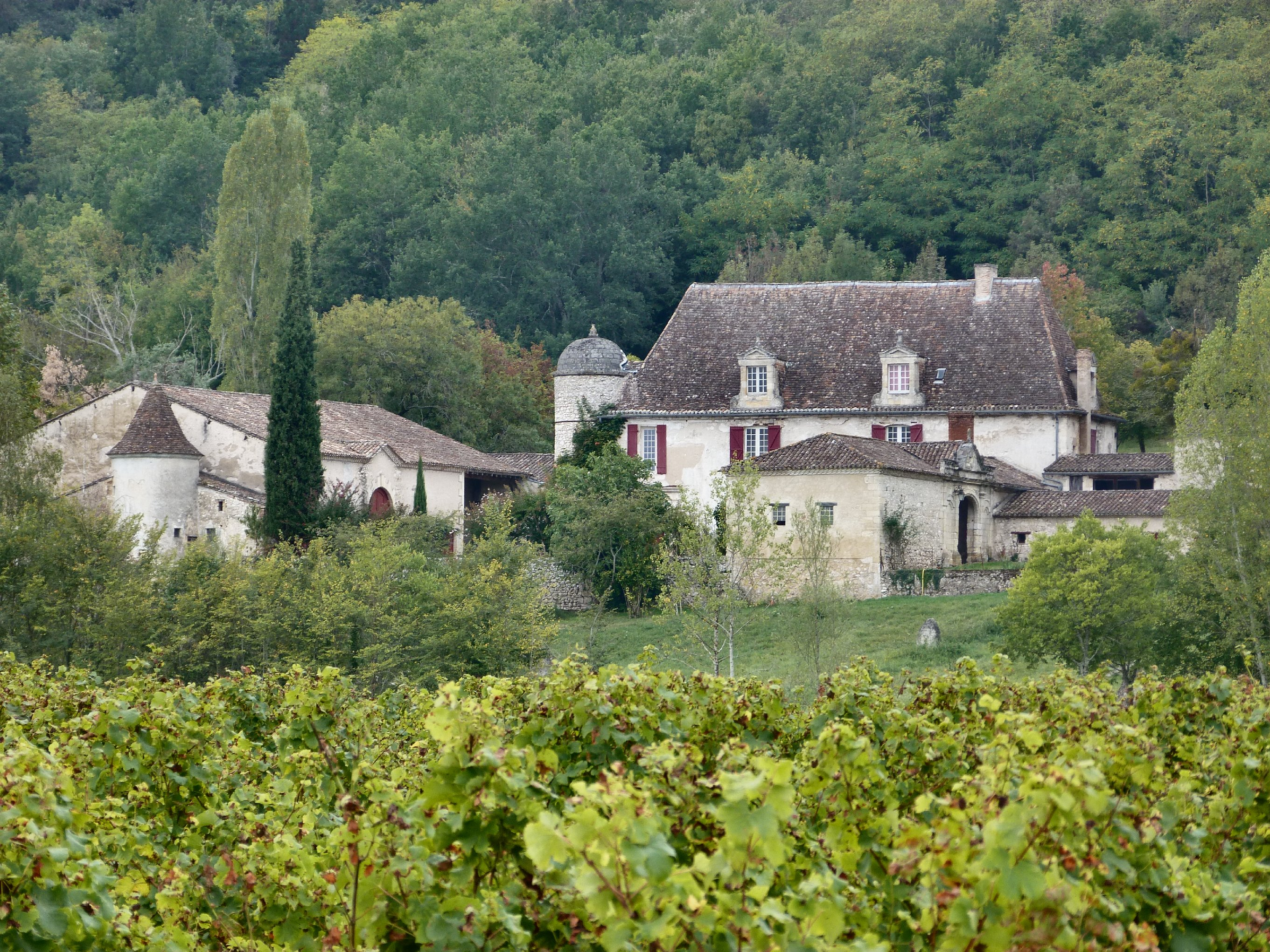
Замок Фога
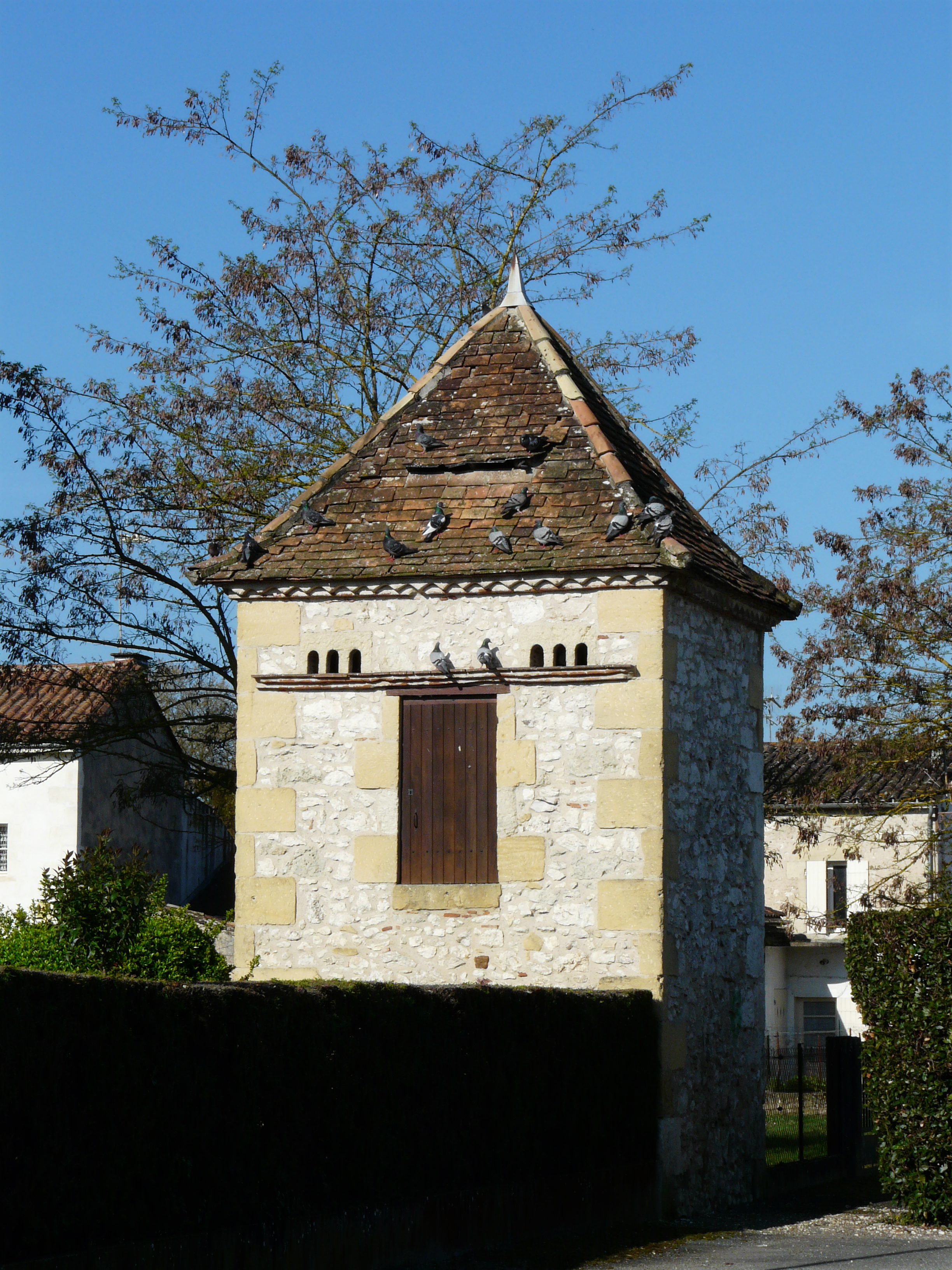
Голубятня